# 青年夜市
青年夜市（せいねんよいち、チーンニエンイエシー、中国語: 鳳山青年夜市）は、台湾高雄市鳳山区中崙一路と凱旋路口交差点に位置する夜市。6回の移転を経て、2021年11月に現在地に移転した。前回の移転前の場所は、前鎮区の高雄凱旋観光夜市だった。
夜市の現在の場所：台湾高雄市鳳山区中崙一路77号、敷地面積は3000坪、営業日は毎週木曜日、金曜日、土曜日、日曜日の17:00～24:00(UTC+8)である。

## 歴史
- 1998年：当初は「鳳山文衡夜市」と呼ばれ、鳳邑赤山文衡殿を起点に、文衡路沿いに露店が並び、鳳山建国路を横断し、鳳山駅の後ろの出口で終わった。当時は台湾最長の夜市だった。
- 2008年：交通問題のため、文衡夜市は何度も移転し、最終的に青年路の地下道脇に移転し、「青年夜市」と改名され、「鳳山青年夜市」とも呼ばれるようになった。 賃貸契約の問題から、青年夜市は鳳山区青年路地下道から鳳山商工の隣に移転し、その後博愛路と瑞興路一帯に移転した。
- 2018年3月18日、土地の合法性問題から、鳳山青年夜市は最後の営業日を迎え、その後元の場所は撤去された[1]。
- 2018年4月6日、政府が推進する合格夜市に合わせて、高雄市前鎮区凱旋四路に移転して営業を続け、凱旋国際観光夜市と合併して「凱旋青年観光夜市」となった。
- 2019年11月18日、元々月曜日に前鎮区労働公園隣の一德路で違法占拠して営業していた一德労働夜市の一部の露店業者が高雄市政府の手配に従い、凱旋青年夜市の隣に移転し、引き続き月曜日に営業した。凱旋青年夜市管理委員会が管理している。
- 2021年11月6日、管理委員会が凱旋青年夜市を観光客専門の夜市に転換することを決定し、青年夜市は再び鳳山に戻り、新しい場所は中崙一路上である[2]。

## 交通アクセス
都市鉄道
- 高雄捷運：O11鳳山西駅から約1.8キロメートルの距離。

バス
- 高雄市公車：許厝（凱旋路口）駅から約380メートル離れている。
  - 統聯バス：[25]瑞豊駅 - 歴史博物館
  - 東南バス：[紅10]前鎮高校－鳳山乗換駅

自転車シェアリング
- YouBike：五甲社区公有駐車場（国富路/国富路21巷口の北西側）から約700メートルの距離。